# Wolchow-Front
Die Wolchow-Front (russisch Волховский фронт) war eine militärische Formation der Roten Armee in der Zeit des Zweiten Weltkriegs. Hauptauftrag der Front war die Verteidigung der Stellungen am Wolchow östlich von Leningrad und die Aufhebung der Leningrader Blockade.

## Geschichte

Belagerungszustand im Leningrader Umland im Winter 1941 mit den Evakuierungslinien über den Ladogasee

Die Front bestand von Dezember 1941 bis Ende Februar 1944 mit einer kurzen Unterbrechung zwischen April und Juni 1942. Im Kampf um Leningrad stand die Front der deutschen 16. und 18. Armee der Heeresgruppe Nord gegenüber. Zu Beginn waren dem Frontkommando die 26. Armee (die spätere 2. Stoßarmee) unter General Sokolow und die 59. Armee unterstellt. Später gehörten auch die 4. und die 52. Armee zur Front.
Mitte Januar 1942 gelang es der 2. Stoßarmee unter Generalleutnant Andrei Andrejewitsch Wlassow in der Ljubaner Operation, die Stellungen des deutschen XXXVIII. Armeekorps zu durchbrechen. Allerdings wurde der Durchbruch von deutschen Reserven im März abgeriegelt und die 2. Stoßarmee abgeschnitten. 
Um die Aktionen der Leningrader Front und der Wolchow-Front besser zu koordinieren, beschloss die Stawka am 23. April deren Auflösung und die Zusammenlegung mit der Leningrader Front, das Oberkommando erhielt General Michail Semjonowitsch Chosin. Diese Maßnahme brachte jedoch organisatorische Schwierigkeiten und führte zu ernsten Rückschlägen an der Front. Die 2. Stoßarmee konnte sich noch mehrere Wochen im deutschen Hinterland halten, bevor sie aufgerieben wurde. 
Ab 9. Juni 1942 wurde die Wolchow-Front wieder dem Befehl Merezkows übertragen. Im Februar 1944 wurde das Frontkommando während der Leningrad-Nowgoroder Operation endgültig aufgelöst und in die Leningrader Front eingegliedert.

## Frontkommando

### 1. Formation
Die Wolchow-Front wurde am 17. Dezember 1941 während der Schlacht um Tichwin aufgestellt. Am 23. April 1942 wurde die Front aufgelöst und ihre Einheiten wurden in die Leningrader Front eingegliedert.
- Armeegeneral Kirill Afanassjewitsch Merezkow (Dezember 1941 – April 1942)
- Armeekommissar 1. Ranges A. I. Saporoschez (Mitglied des Militärrats, Dezember 1941 – April 1942)
- Brigadekommandeur G. D. Stelmach (Chef des Stabes, Dezember 1941 – April 1942) (seit 28. Dezember 1941 Generalmajor)

### 2. Formation
Am 9. Juni 1942 wurde die Front wieder mit ihren der Leningrader Front zugeordneten Einheiten aufgestellt, bis sie am 15. Februar 1944 endgültig in die Leningrader Front eingegliedert wurde.
- Armeegeneral Kirill Afanassjewitsch Merezkow (Juni 1942 – Februar 1944)
- Armeekommissar 1. Ranges A. I. Saporoschez (Mitglied des Militärrats, Juni – Oktober 1942)
- Korpskommissar Lew Sacharowitsch Mechlis (Mitglied des Militärrats, Oktober 1942 – März 1943)
- Generalmajor T. F. Schtykow (Mitglied des Militärrats, April 1943 – Februar 1944) (seit August 1943 Generalleutnant)
- Generalmajor G. D. Stelmach (Chef des Stabes, Juni – Oktober 1942)
- Generalleutnant Michail Nikolajewitsch Scharochin (Chef des Stabes, Oktober 1942 – Juni 1943)
- Generalmajor F. P. Oserow (Chef des Stabes, Juni 1943 – Februar 1944) (seit September 1943 Generalleutnant)

## Operationen
- Schlacht um Tichwin (Dezember 1941): Der deutsche Vormarsch wird gestoppt.
- Schlacht am Wolchow (Januar – April 1942): Erfolgloser Versuch, die Leningrader Blockade zu sprengen.
- Erste Ladoga-Schlacht (August – Oktober 1942): Weiterer erfolgloser Versuch, die Leningrader Blockade zu durchbrechen.
- Zweite Ladoga-Schlacht (Januar 1943): Ein schmaler Korridor nach Leningrad konnte geöffnet werden.
- Dritte Ladoga-Schlacht (Juli – September 1943): Erfolgloser Versuch, den Korridor zu erweitern.
- Leningrad-Nowgoroder Operation (Januar – April 1944): Endgültige Aufhebung der Leningrader Blockade.